# Салікова Олена Костянтинівна
Олена Костянтинівна Салікова (біл. Алена Канстанцінаўна Салікава, 1920, Ідрица, Себезький повіт, Вітебська губернія, тепер Псковська область Росії — 1 серпня 1943, Краснодарський край) — радянська льотчиця, штурман 46-го гвардійського нічного легкобомбардувального авіаполку, учасниця Другої світової війни, гвардії сержант.

## Біографія
Олена Салікова народилася в 1920 році в селищі Ідрица Себезького повіту Вітебської губернії (нині Себезький район, Псковської області).
У 1942 році була призвана райвійськкоматом Молотовської області. Була направлена на Кавказ в технічну авіаційну школу. По її закінченні отримала спеціальність моториста. У грудні 1942 року всіх розподілили по військових частинах, а відмінників навчання відправили на фронт (це як нагорода). Опена Салікова разом з Тетяною Костіною, Лідою Лошмановою та Галиною Беспаловою потрапила в 588-й жіночий авіаполк під командуванням Євдокії Бершанскої.
Прибувши в полк, Олена почала займатися в групі підготовки штурманів. Брала участь у битвах за визволення Кубані, Криму, завдавала бомбових ударів по військових об'єктах ворога. У січні 1943 року в складі полку брала участь у прориві оборонних ліній противника на річці Терек і в наступальних операціях наземних військ у районі Ставрополя й долини річки Кубань.
8 лютого 1943 року полку наказом Верховного Головнокомандування нічний легкобомбардувальний авіаційний полк був перейменований у Гвардійський нічних бомбардувальників авіаційний полк.
Починаючи з березня 1943 року, особовий склад полку брав участь у наступальних операціях з прориву оборонної лінії противника «Блакитна лінія» на Таманському півострові. Склавши іспити на штурмана, Олена була зарахована до екіпажу Євгенії Крутової. Разом з нею вони вирішили: «Якщо підіб'ють і не протягнемо до своїх, будемо пікірувати в гущу ворогів».
З травня 1943 року полк базувався в станиці Івановська. Звідти в ніч проти 1 серпня вилетів на бойове завдання в складі ескадрильї Тетяни Макарової екіпаж Крутової—Салікової.
У злощасну ночі на 1 серпня противник вперше застосував нову тактику. Ми нічого не знали про це, і екіпажі вилетіли на бойове завдання зі звичайним інтервалом в три-п'ять хвилин. Ескадрилья лейтенанта Тетяни Макарової піднялася першою… 
…Вже на підході до цілі мені кинулася в очі дивна робота ворожих прожекторів: вони то включалися, то вимикалися, а зенітного вогню чомусь не було. Тиша ставала зловісної. Здавалося, вона згущується, як густішала пітьма непроглядній ночі.
«Може, перші екіпажі ще не дійшли до цілі?» — подумала я. Але тут попереду, прямо по курсу, в променях прожекторів показався У-2. Судячи за часом; це був літак командира ланки Євгенії Крутової. Її екіпаж вилетів третім. Штурман Олена Салікова скинула САБ. Яскравий факел повис в повітрі на маленькому парашуті і освітив місцевість. Стало ясно. Миттєво один за іншим; включилися прожектори противника і стали нишпорити по небу. Один з них, найяскравіший і широкий, схопив машину Жені Крутової, інші прожектори приєдналися до нього. Ми чекали, що ось-ось, як завжди, заговорять зенітки. Але вони вперто мовчали. Маленький літак метався в променях прожекторів. Женя Крутова, відмінний льотчик, намагалася вирватися з чіпких щупалець, але промені наполегливо тримали машину. І раптом гнітючу тишу розірвали черги скорострільних авіаційних гармат. До літака Крутової звідкись із темряви простяглися ланцюжки снарядів що світилися. Підлетів впритул фашистський винищувач холоднокровно бив короткими чергами, в упор розстрілюючи безпорадний У-2.
Це і була нова тактика ворога. Жертвами її стали наші подруги, що вилетіли першими на завдання. Ціною свого життя вони дали можливість тим, хто летів слідом, вжити за кілька дорогоцінних хвилин термінові контрзаходи.

Загорілася права площина машини Жені Крутової — літак почав швидко падати. Але, навіть падаючи, Женя все ще вела боротьбу. Їй вдалося збити полум'я і ввести літак у ковзання. Однак вогонь підбирався все ближче до мотора. Перед самою землею з штурманської кабіни вилетіла червона ракета. В ту ж хвилину У-2 величезним палаючим факелом врізався в землю… 
…Ворожі прожектори погасли. Тільки літак Жені Крутової і Олени Салікової яскраво палахкотів на землі… (Чечнева М. П. «Небо остаётся нашим»/«Небо залишається нашим»)
Довгий час про долю дівчат точно нічого не знали. Лише після війни комісар полку Євдокія Яківна Рачкевич знайшла свідка того нічного бою. Нею виявилася Надія Герасимівна Кузнєцова, яка в дитинстві жила на Кубані. Вона розповіла, що бачила, як горів і впав літак. Через деякий час вони з сестрою пробралися до місця катастрофи.
Літак був сильно понівечений. Поруч лежали дві мертві дівчини в льотних комбінезонах. Одна висока, широка в плечах, чорнява. Інша — невелика, тендітна, блондинка. Шоломи й ремені з пістолетами були з них вже знято, ймовірно гітлерівцями.
Надя прокралася в напівзгоріле село. Повернулася з лопатою і шматком матерії. Дівчата перенесли льотчиків в неглибокий окоп, який був поблизу, накрили ним обличчя і швидко закопали…

Коли Євдокія Яківна розклала на столі фотографії льотчиків і штурманів, загиблих в ту ніч, Надія Герасимівна Кузнєцова без вагань вказала на знімок Жені Крутової і сказала, що це одна з двох дівчат, яких вона з сестрою поховала в полі за селом. (М. Чечнева)
Пізніше останки льотчиць були перепоховані в братській могилі на майдані в селі Руське Краснодарського краю.